# Décembre en été
Albums de Da Silva
De beaux jours à venir
(2007)
Décembre en été est le premier album solo de Da Silva paru en septembre 2005 chez Tôt ou tard. C'est un disque acoustique, bien accueilli.

## Réception
Avec 110 000 exemplaires écoulés pour ce premier album et une mention disque d'or,, Décembre en été renforce la notoriété de son auteur,,. Les critiques musicaux sont positifs et évoquent notamment une voix, qui pour certains fait penser à Miossec. La sortie de l'album a été suivie d'une tournée de 107 dates en un peu moins d’un an.

## Liste des titres
Toutes les chansons sont écrites et composées par Da Silva, sauf mention contraire.
| 1.  | Les Fêtes foraines       |  | 2:40 |
| 2.  | L’Indécision             |  | 3:05 |
| 3.  | La Traversée             |  | 1:54 |
| 4.  | Rien n’a vraiment changé |  | 2:15 |
| 5.  | Se fendre les joues      |  | 2:32 |
| 6.  | La Meilleure Amie        |  | 2:31 |
| 7.  | Les Loges de la colère   |  | 2:31 |
| 8.  | Haute mer / Basse mer    |  | 2:20 |
| 9.  | Une éclaircie            |  | 2:35 |
| 10. | La Saison                |  | 1:47 |
| 11. | Décembre en été          |  | 3:56 |
| 12. | La Chance                |  | 2:38 |

## Classements
| Pays          | Meilleure position |
| ------------- | ------------------ |
| France (SNEP) | 35                 |